# Walter Zitzelsberger
Walter Zitzelsberger (* 18. April 1942 in Wien) ist ein deutscher Verwaltungsjurist und ehemaliger Regierungspräsident von Niederbayern.

## Leben
Walter Zitzelsberger wurde kriegsbedingt in Wien geboren. Er kam mit seiner Familie bald nach Bayern und wuchs im Landkreis Eichstätt auf. Nach dem Abitur am humanistischen Gymnasium studierte er Rechtswissenschaften und Volkswirtschaft in München. Er war unter anderem Tätig in der Regierung von Oberbayern und dem Bayerischen Staatsministerium des Innern. Er war vier Jahre lang Regierungsvizepräsident von Niederbayern, danach von 1998 bis 2007 Regierungspräsident.
Seit 2017 ist Zitzelsberger neben Landrätin Tanja Schwaiger im Vorstand des Bezirksverbandes Niederbayern / Schwaben des Bayerischen Roten Kreuzes.